# Collegio Capranica

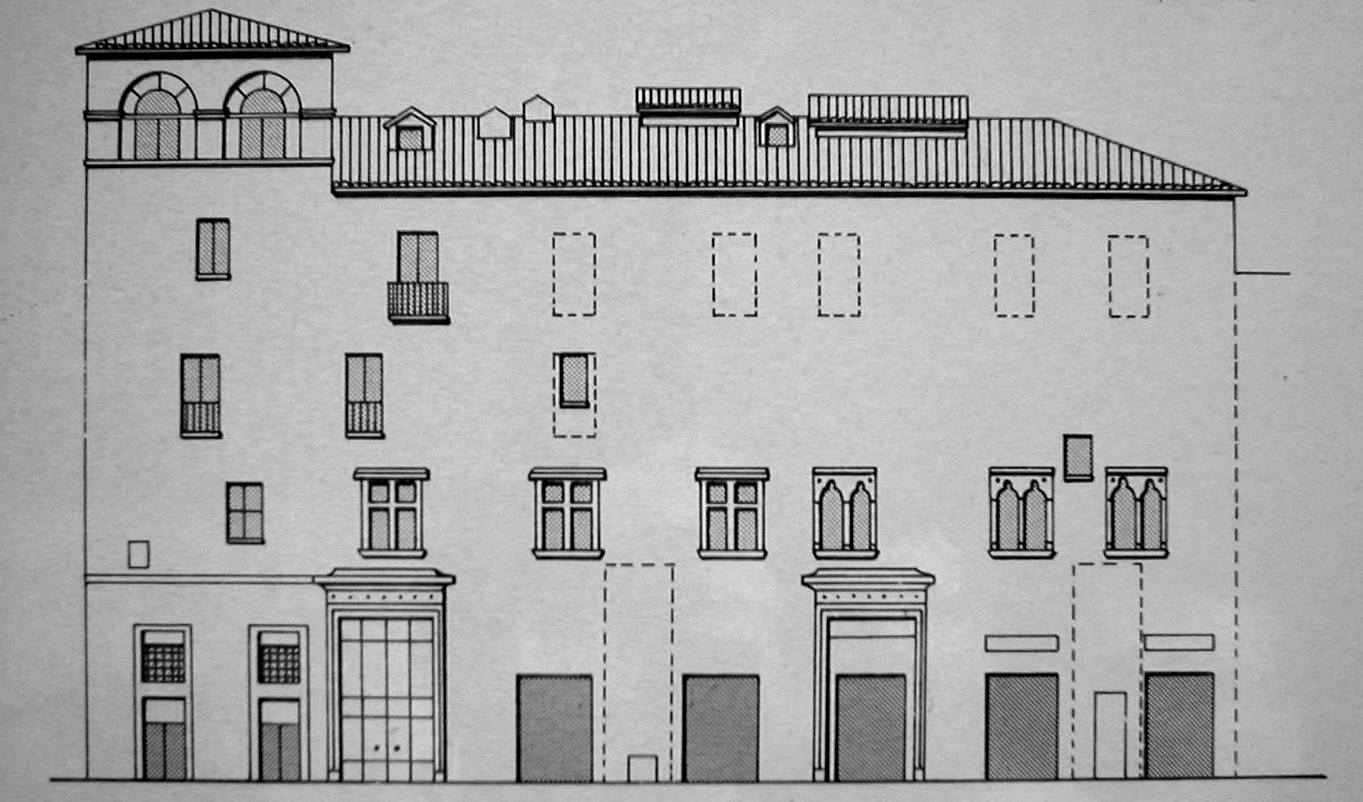
Dessin du palais en 1458.

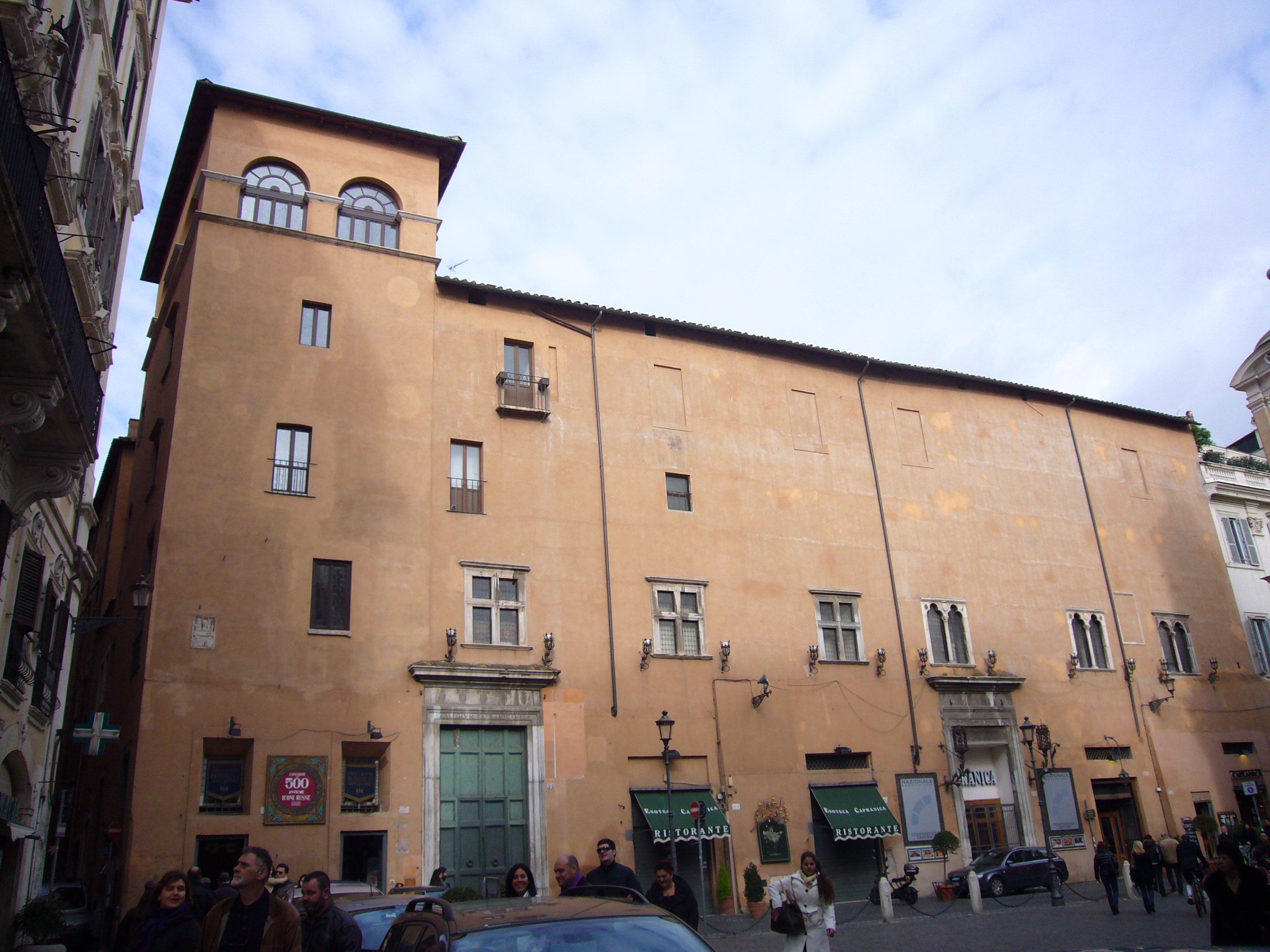
Façade aujourd'hui.

L'Almum Collegium Capranicense (en français : Vénérable collège capranicien) ou Collegio Capranica est le collège pontifical (c'est-à-dire grand séminaire) le plus ancien de Rome.
Il a été fondé par le cardinal Domenico Capranica en 1457. Le titre de « vénérable » a été conféré au collège après le sac de Rome par les troupes de Charles Quint commandées par le connétable de Bourbon en 1527, en reconnaissance de l'oblation des séminaristes pour la défense du pape et pour leur bravoure à défendre la porte du Saint-Esprit (Porta Santo Spirito). Il est placé sous le patronage de sainte Agnès.

## Historique
Le collège est fondé le 5 janvier 1457, peu de temps avant la mort du cardinal, pour la formation à la prêtrise de jeunes gens. Il accueille déjà une trentaine de séminaristes en 1459 et il est dirigé par l'achifraternité romaine du Saint-Sauveur, fondée spécialement. Il est abrité dans un édifice bâti par le frère du cardinal, Angelo Capranica, en face de son palais. Les étudiants suivent les cours de la Sapienza (Studium Urbis), puis à partir de la seconde moitié du XVIe siècle ceux de l'université de la Compagnie de Jésus, le Collège romain.
L'occupation française de 1797-1807 provoque la fermeture du collège qui reprend par la suite lentement ses activités. Il devient un collège d'excellence au cours des décennies suivantes en établissant des liens étroits avec l'université pontificale grégorienne et l'Académie pontificale ecclésiastique qui forme les futurs diplomates.
Benoît XV, ancien élève, confie aux séminaristes du collège à partir de 1917 le service des cérémonies liturgiques de la basilique Sainte-Marie-Majeure. Le collège est reconstruit et restructuré à partir de 1953. Il est consacré le 21 janvier 1957 par Pie XII à la fin des travaux. Le pape Paul VI fait réorganiser sa gestion et son cursus en 1971, selon les nouvelles orientations du concile Vatican II.
Il est dirigé aujourd'hui par une commission épiscopale. Jean-Paul II approuve ses nouveaux statuts en 1982.